# Катошлампи
Катошлампи (Катош-лампи, Катошламби) — пресноводное озеро на территории Кестеньгского сельского поселения Лоухского района Республики Карелии.

## Общие сведения
Площадь озера — 1,4 км². Располагается на высоте 190,1 метров над уровнем моря.
Форма озера лопастная, подковообразная, продолговатая: оно более чем на два километра вытянуто с северо-запада на юго-восток. Берега изрезанные, каменисто-песчаные, преимущественно возвышенные, местами заболоченные.
С севера Катошлампи сообщается двумя протоками с озером Тухкальским, из которого берёт начало река Корпийоки, впадающая в реку Пончу, которая, в свою очередь, впадает в Пяозеро.
С запада в Катошлампи впадает ручей, вытекающий из озера Макарелы. С юга впадает протока из водораздельного озера Логиярви (из которого также вытекает протока, впадающая в озеро Манинкиярви — исток реки Манинки).
Населённые пункты и автодороги вблизи водоёма отсутствуют.
Код объекта в государственном водном реестре — 02020000411102000000421.